# Нашивка (военное дело)
Нашивка — нашивной знак отличия или различия воинского звания, формирования, выслуги лет, ранения, группы крови и тому подобное на военной форме одежды, которые, как правило, расположены на плече или груди.

## История

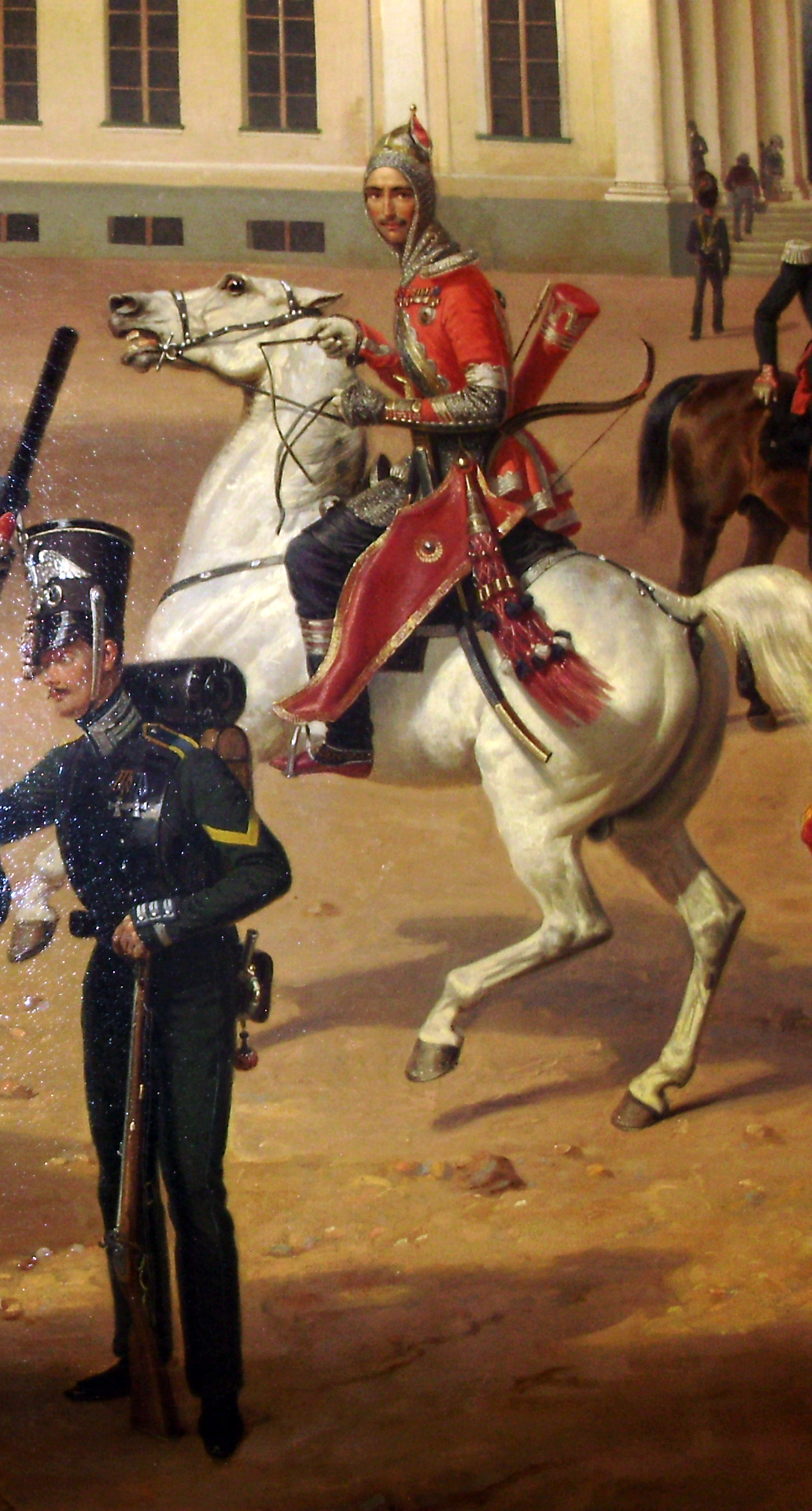
Нашивка (стропило) на рукаве формы одежды, фрагмент картины «Русская гвардия в Царском Селе в 1832 году», Франц Крюгер.

В Вооружённых силах России, имперского периода, нашивки применялись на погонах военнослужащих, поперечные, из тесьмы или галуна, и служили для обозначения званий воинских нижних чинов. Так имели в Русской гвардии, армии и специальных корпусах поперечные нашивки:
- одну ефрейторы (в артиллерии — бомбардиры, у казаков — приказные)[2];
- две или три — унтер-офицеры[2];
- одну широкую из галуна — фельдфебеля (вахмистры)[2].

Нашивки, из желтой тесьмы, на левом рукаве обмундирования, выше локтя, углом книзу (стропило), до издания положения о всеобщей воинской повинности в Российской империи давались нижним чинам как знак отличия (награда) за 6-летнюю беспорочную службу в вооружённых силах. Позднее в гвардии, армии, на флоте и так далее нашивки (стропила) на рукаве, выше локтя, из серебряного или золотого галуна, давались за сверхсрочную службу. Размещались нашивки на левом рукаве обмундирования в соответствии с руководящими документами, ниже локтя, углом книзу, и давались в ВС России:
- при самом поступлении на сверхсрочную службу — узкий серебряный галун[4];
- по окончании второго года сверхсрочной службы — широкий серебряный[4];
- по окончании четвертого года сверхсрочной службы — узкий золотой[4];
- по окончании шестого года сверхсрочной службы — широкий золотой[4].

На левом рукаве, военной формы одежды, ниже локтя, углом кверху, размещались нашивки у подпрапорщиков, эстандарт-юнкеров, подхорунжих и кандидатов на классную должность — вообще у нижних чинов, выполнивших условия для производства в офицеры или гражданские чиновники военного ведомства, но не производимых в них или по неимению вакансий, или за невыслугой обязательного срока службы в нижнем звании. 
В ВС Союза ССР с 1943 года нашивки использовали для обозначения званий военнослужащих младшего командного и начальствующего состава РККА и РККФ. Нашивки были красного (для полевой) и золотистого либо серебристого (для повседневной и парадной форм одежды по родам войск) цветов. Впоследствии серебристые нашивки упразднили, но ввели жёлтые для повседневной формы одежды. Для полевой формы одежды предусматривали нашивки защитного цвета, так как золотистые или серебристые нашивки были хорошо видны издали и тем самым демаскировали военнослужащего.
Званию ефрейтора (старшего матроса) соответствовала одна узкая нашивка, располагавшаяся поперёк погона, званиям младшего сержанта и сержанта (старшины 2-й и 1-й статьи) — две и три узких нашивки соответственно, старшие сержанты (главные старшины) носили одну широкую нашивку поперёк погона, а старшины (до 1970-х годов в ВМФ — мичманы, затем — главные корабельные старшины) — одну нашивку, располагавшуюся вдоль погона по его оси (в 1943 — 1963 годах старшины носили так называемый «старшинский молоток» — широкую поперечную нашивку вверху погона, а в него снизу погона упиралась продольная узкая нашивка. Курсанты имели также нашивки вдоль боковых и верхнего краёв погона, крепившегося на пуговицу, а с 1970 года, после отмены погон, крепившихся на пуговицу — только вдоль внешних краёв погон. 
Позже, с успехом лёгкой промышленности, в мире, появились в вооружённых силах различные нашивные знаки отличия и различия на военной форме одежды, различных видов, цветов и форм.

## Образцы нашивок
Ниже представлены нашивки различных формирований и организаций государств мира:

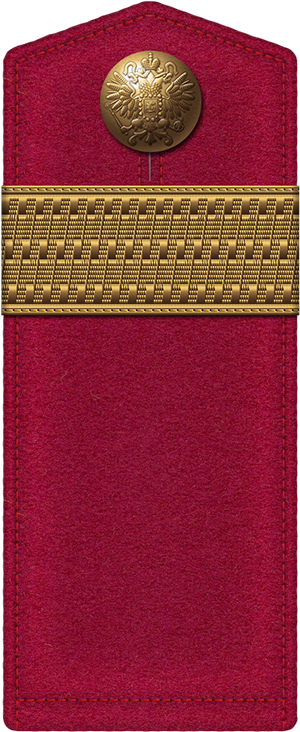
Поперечная нашивка на погоне фельдфебеля Первый или Четвертый лейб-гвардейские стрелковые полки (погон образца 1914 года).
Нарукавные нашивки знаков различия персонального звания Маршал Советского Союза.
Нашивки на погоне главного корабельного старшины ВМФ ВС Союза ССР.
Нашивка на погоне главного корабельного старшины ВМФ ВС Союза ССР.
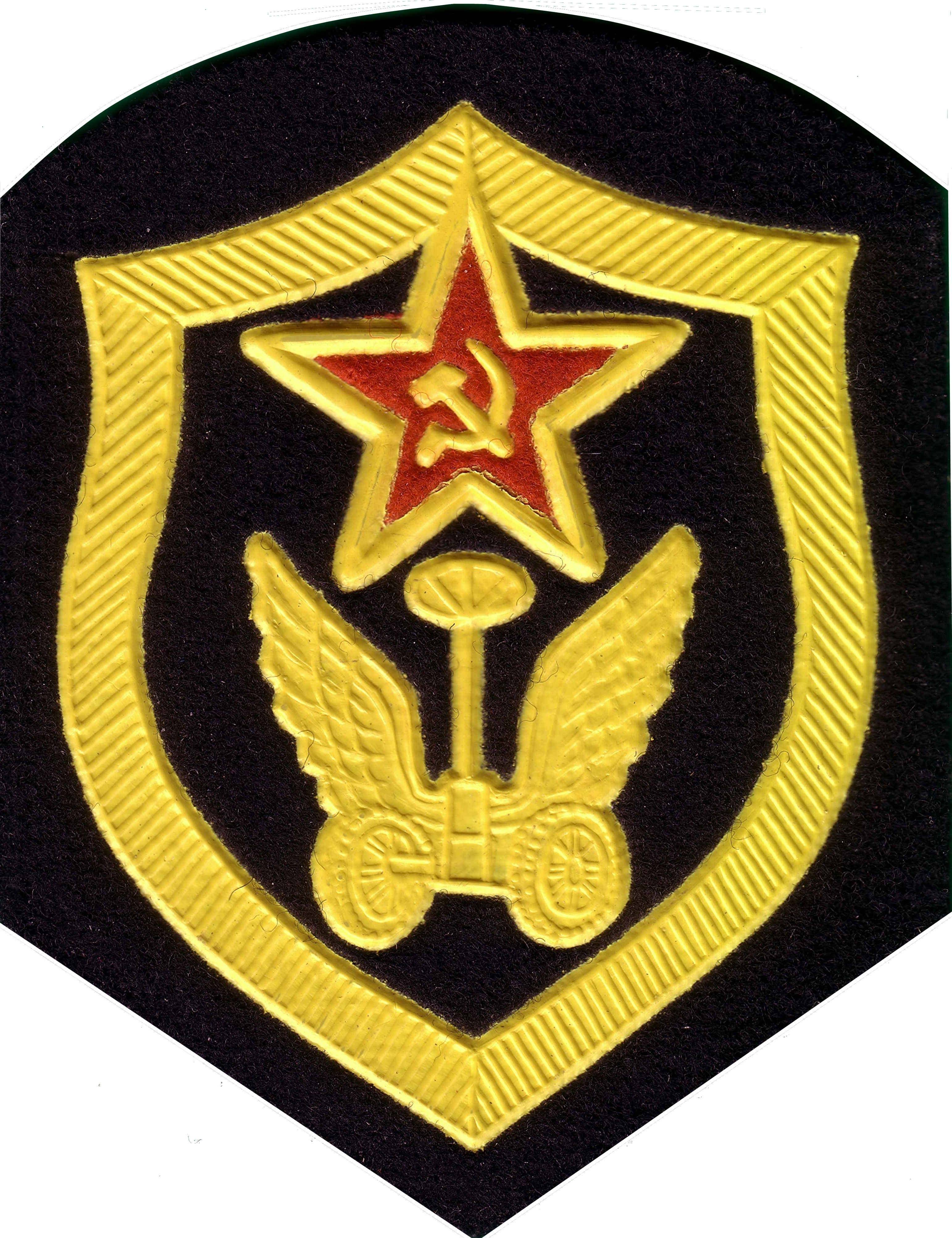
Нарукавная нашивка по роду войск: Автомобильные и дорожные (до 4 марта 1988 года) войска ВС Союза ССР.
Нашивка военнослужащего в звании Самаль ришон, сухопутных войск ЦАХАЛ.
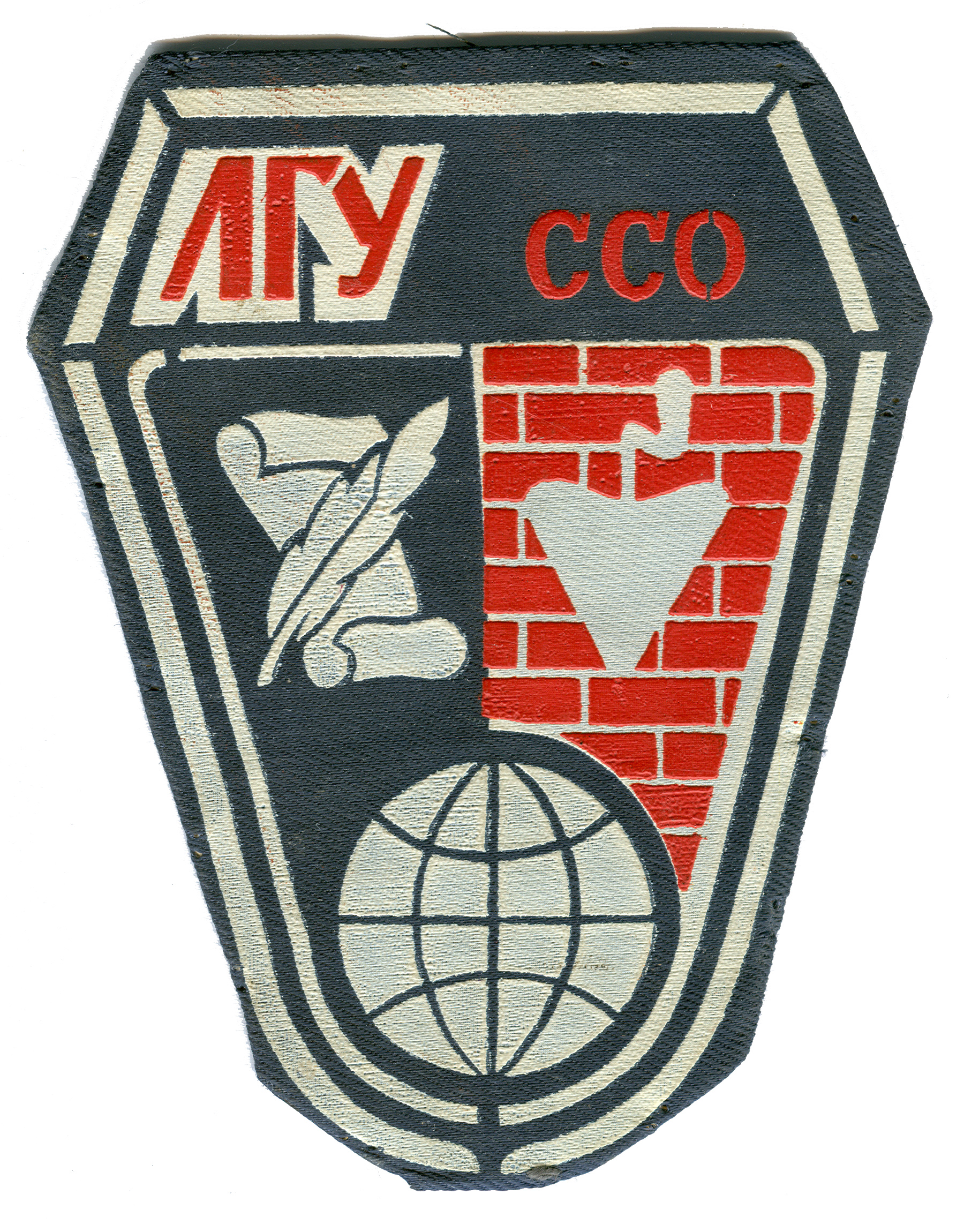
Нарукавная нашивка стройотряда (Ленинградского государственного университета (ЛГУ)).
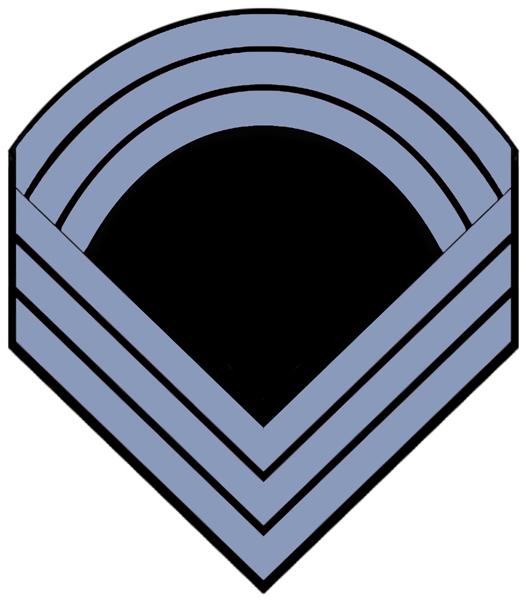
Нарукавный шеврон сержант-майора армии Конфедеративных Штатов Америки.
Нарукавная нашивка военнослужащих Уральского округа внутренних войск (1992 — 2001 годов), Уральского регионального командования (с 2001 года) внутренних войск МВД России. Нашивается на правый рукав. Ошибочно называется шевроном.
Нарукавная нашивка лесничего (рейнджера) Вооружённых сил США.